# Near Wild Heaven
«Near Wild Heaven» és el dinovè senzill de la banda estatunidenca R.E.M., el tercer extret de l'àlbum Out of Time, el 5 d'agost de 1991 per Warner Bros. Records.
Va ser el primer senzill de la banda coescrit i cantat pel baixista Mike Mills a la vegada, tot i que ja havia compost el senzill «(Don't Go Back To) Rockville» sense cantar, i ja havia cantat la cançó «Superman» sense haver-la compost.
La crítica va destacar el contrast amb els dos senzills anteriors de l'àlbum «Losing My Religion» i «Shiny Happy People», i també amb les cançons anteriors que havia compost Mills, que tenien una lletra fosca i una melodia més lluminosa.

## Llista de cançons
Totes les cançons foren escrites i compostes per Bill Berry, Michael Stipe, Peter Buck i Mike Mills. 
| 1.            | «Near Wild Heaven»                                                   | 3:18 |
| 2.            | «Pop Song '89» (directe acústic, The Borderline Club, Londres, 1991) | 3:32 |
| Durada total: | Durada total:                                                        | 6:50 |

| 1.            | «Near Wild Heaven»                                                   | 3:18 |
| 2.            | «Pop Song '89» (directe acústic, The Borderline Club, Londres, 1991) | 3:20 |
| 3.            | «Half a World Away» (directe, Rockline, Los Angeles, 1991)           | 3:21 |
| Durada total: | Durada total:                                                        | 9:59 |

| 1.            | «Near Wild Heaven»                                                         | 3:18  |
| 2.            | «Tom's Diner» (Suzanne Vega) (directe, The Borderline Club, Londres, 1991) | 2:04  |
| 3.            | «Low» (directe, The Borderline Club, Londres, 1991)                        | 4:59  |
| 4.            | «Endgame» (directe, The Borderline Club, Londres, 1991)                    | 3:28  |
| Durada total: | Durada total:                                                              | 13:49 |

## Crèdits
R.E.M.
- Bill Berry – bateria, percussió, piano, veus addicionals
- Peter Buck – guitarra
- Mike Mills – cantant, baix
- Michael Stipe – veus addicionals